# 古久保健二
古久保 健二（ふるくぼ けんじ、1964年6月23日 - ） は、大阪府豊中市出身の元プロ野球選手（捕手）・コーチ、プロ野球監督。

## 経歴

### 現役時代
太成高校では2年秋府大会ベスト8、3年夏は府大会ベスト4へ進出したが優勝する春日丘高校に敗れた。卒業後、1982年のドラフト6位で近鉄バファローズに入団。
1985年に一軍初出場を果たし、当時の近鉄捕手陣は10年以上に渡り、主戦であった梨田昌孝・有田修三の「ありなしコンビ」に衰えが見え始めた頃で、年齢が近い山下和彦・光山英和・古久保の3人で次世代の正捕手争いを繰り広げることになる。
1988年、優勝がかかった10月19日のロッテ戦ダブルヘッダー第1試合（川崎）に途中出場するも9回表2死から代打・梨田が起死回生の勝ち越し適時打を放ち、9回裏に梨田がそのままマスクを被ったが、その前の捕手が古久保であった。なお古久保には代打は出されず、第1試合近鉄最後の打者でもあった。
1989年には山下との併用で9年ぶりのリーグ優勝に貢献したが、巨人との日本シリーズは手首を骨折し、出場することができなかった。
1990年から数年間は強打と野茂英雄との相性の良さを買われ、光山が正捕手的な立場にいたが絶対的な存在ではなく、山下の試合出場の減少もあり、光山と古久保の2人併用制が確立した。
1995年には野茂の退団で光山の出場機会が減ったこともあり自己最多の113試合に出場。
1997年には光山が開幕直前にトレードで中日へ移籍したが、残った古久保も強肩の的山哲也、打撃に定評があった礒部公一の台頭を許すことになる。ただ、的山は正捕手格であったが打撃に難があり試合終盤では代打を出されることが多く、礒部も外野手併任であったため、古久保も一定の出場機会は保たれていた。
2000年は、新監督の梨田が礒部を捕手に戻し、シーズン中も礒部を正捕手として起用したため、古久保は5試合の出場にとどまってしまう。元々打撃の確実性に欠けるところに肩も衰えてきており、この時期の選手名鑑には『今年が現役最後のシーズンか』と書かれる有り様であった。
2001年は開幕前に礒部が捕手失格の烙印を押されて外野手に専念することとなり、的山が正捕手に復帰したが投手陣が壊滅状態に陥ったことで、梨田は古久保を再び起用するようになる。当初は不安定な投球が続いていた抑えの大塚晶文専用捕手の形であったが、シーズン後半にはスタメンの機会も増えた。特に岩隈久志との「親子バッテリー」では大きな注目を集め、優勝マジックを1とした9月26日のオリックス戦（大阪D）では、9回無死満塁から古久保の代打となった北川博敏が日本プロ野球史上唯一の代打逆転サヨナラ満塁優勝決定お釣りなしホームランを放ち、優勝を決めている。ヤクルトとの日本シリーズでは第4戦以外で捕手として先発出場し、12年越しで日本シリーズに出場したことになった。
2002年もシーズン中盤までは的山との併用ながらスタメンで活躍していたが、このシーズンにはキャッチボールもまともに出来ないほど肩が衰えており、体力の限界からこの年限りで現役を引退。山下や光山の陰に隠れていた時期も長かったが、3人の中で近鉄で現役生活を終えたのは古久保だけである。

### 指導者時代
引退後は近鉄二軍バッテリーコーチ（2003年 - 2004年）、中日二軍捕手コーチ（2005年 - 2008年）、ヤクルト二軍バッテリーコーチ（2009年 - 2012年）、オリックス一軍バッテリーコーチ（2013年 - 2014年）を務め、オリックスコーチ時代は伊藤光を育てた。
2015年は韓国に渡り、KBOリーグのハンファ・イーグルスで一軍バッテリーコーチを務めた。同年のハンファは古久保を含め、日本人コーチ5人が所属したが、シーズン終了後、正田耕三を除く4人が契約更新されなかった。
日本に戻り、現役時代の同僚梨田の下で楽天一軍バッテリーコーチを2016年から2018年まで務めた。
2019年から台湾CPBL・富邦ガーディアンズ一軍バッテリーコーチに就任。2020年も富邦と契約更新し、この1年で古久保の日本式指導により捕手陣に大きな成長がみられたと評価された。富邦のベテラン捕手・方克偉は、古久保について、カバーリングなどでこれまでとは異なる日本式の新たな考えをもたらしてくれていると話すなど、チームの捕手陣にとって非常に助けになっている。戴培峰を基礎から鍛え上げた。
2021年限りで富邦を退団し、12月22日に楽天モンキーズのヘッドコーチに就任した。2022年、楽天初の半期優勝を支えた。2024年から、一軍監督に昇格することになった。

## 選手としての特徴
- 肩は強い方ではなかったがブロックの良さと強気のリードに定評があり、経験面も考慮されて現役晩年に再び出場機会を増やすことになった。

- 打撃面では打率が2割を切るシーズンも多かったが、ツボにはまれば強い打球を飛ばす意外性を持ち合わせていた。古久保自身は自らの本塁打を「びっくり箱」と呼んでおり、それ以来、打撃に難があるとされる捕手が本塁打を打つとこう呼ばれるようになった。特に現役最終年の2002年8月3日、4日の日本ハム戦（東京D）では2日連続本塁打（2、3号）を放っている。ちなみに「びっくり箱」の代表格とされた的山哲也と古久保の通算打撃成績を比較すると、古久保が打率.204・378安打・38本塁打・186打点、的山が打率.206・423安打・40本塁打・201打点と近い数字が並んでいる。

## エピソード
- 趣味はテニスであるが、選手名鑑の趣味欄に一時期「人の欠点探し」なる表記があった[20][要出典]。また週刊ベースボールの選手名鑑号[いつ?]では毎年趣味欄に「親友・池谷幸雄のテレビ鑑賞」と表記されていた。

## 詳細情報

### 年度別打撃成績
| 年 度      | 球 団      | 試 合 | 打 席 | 打 数 | 得 点 | 安 打 | 二 塁 打 | 三 塁 打 | 本 塁 打 | 塁 打 | 打 点 | 盗 塁 | 盗 塁 死 | 犠 打 | 犠 飛 | 四 球 | 敬 遠 | 死 球 | 三 振 | 併 殺 打 | 打 率 | 出 塁 率 | 長 打 率 | O P S |
| ---------- | ---------- | ----- | ----- | ----- | ----- | ----- | -------- | -------- | -------- | ----- | ----- | ----- | -------- | ----- | ----- | ----- | ----- | ----- | ----- | -------- | ----- | -------- | -------- | ----- |
| 1985       | 近鉄       | 14    | 12    | 10    | 2     | 4     | 2        | 0        | 0        | 6     | 1     | 0     | 0        | 0     | 0     | 1     | 0     | 1     | 0     | 0        | .400  | .500     | .600     | 1.100 |
| 1986       | 近鉄       | 4     | 0     | 0     | 0     | 0     | 0        | 0        | 0        | 0     | 0     | 0     | 0        | 0     | 0     | 0     | 0     | 0     | 0     | 0        | ----  | ----     | ----     | ----  |
| 1987       | 近鉄       | 28    | 38    | 34    | 4     | 10    | 2        | 0        | 0        | 12    | 5     | 1     | 0        | 2     | 1     | 1     | 0     | 0     | 12    | 0        | .294  | .306     | .353     | .658  |
| 1988       | 近鉄       | 29    | 50    | 48    | 2     | 8     | 3        | 0        | 1        | 14    | 5     | 0     | 0        | 1     | 0     | 1     | 0     | 0     | 16    | 0        | .167  | .184     | .292     | .475  |
| 1989       | 近鉄       | 65    | 120   | 105   | 10    | 18    | 3        | 0        | 2        | 27    | 6     | 0     | 0        | 4     | 1     | 9     | 0     | 1     | 27    | 3        | .171  | .241     | .257     | .499  |
| 1990       | 近鉄       | 33    | 51    | 44    | 4     | 11    | 2        | 0        | 2        | 19    | 6     | 1     | 1        | 3     | 2     | 1     | 0     | 1     | 13    | 1        | .250  | .271     | .432     | .703  |
| 1991       | 近鉄       | 69    | 181   | 164   | 16    | 37    | 7        | 0        | 3        | 53    | 11    | 1     | 1        | 9     | 0     | 8     | 0     | 0     | 39    | 4        | .226  | .262     | .323     | .585  |
| 1992       | 近鉄       | 78    | 204   | 174   | 19    | 36    | 6        | 2        | 4        | 58    | 17    | 0     | 2        | 13    | 0     | 17    | 0     | 0     | 49    | 1        | .207  | .277     | .333     | .611  |
| 1993       | 近鉄       | 65    | 180   | 163   | 18    | 37    | 7        | 0        | 5        | 59    | 17    | 2     | 0        | 5     | 3     | 5     | 0     | 4     | 31    | 1        | .227  | .263     | .362     | .625  |
| 1994       | 近鉄       | 87    | 218   | 193   | 22    | 39    | 10       | 0        | 6        | 67    | 26    | 1     | 1        | 15    | 1     | 8     | 0     | 1     | 67    | 8        | .202  | .236     | .347     | .584  |
| 1995       | 近鉄       | 113   | 340   | 299   | 18    | 57    | 17       | 1        | 3        | 85    | 35    | 2     | 1        | 20    | 1     | 19    | 0     | 1     | 89    | 4        | .191  | .241     | .284     | .525  |
| 1996       | 近鉄       | 67    | 176   | 150   | 16    | 31    | 7        | 0        | 4        | 50    | 18    | 0     | 2        | 10    | 2     | 12    | 0     | 2     | 52    | 3        | .207  | .271     | .333     | .604  |
| 1997       | 近鉄       | 79    | 151   | 136   | 14    | 39    | 11       | 1        | 2        | 58    | 11    | 0     | 0        | 6     | 0     | 9     | 0     | 0     | 37    | 0        | .287  | .331     | .426     | .758  |
| 1998       | 近鉄       | 58    | 40    | 33    | 1     | 2     | 0        | 0        | 0        | 2     | 0     | 0     | 0        | 5     | 0     | 2     | 0     | 0     | 15    | 1        | .061  | .114     | .061     | .175  |
| 1999       | 近鉄       | 51    | 91    | 80    | 7     | 15    | 3        | 0        | 3        | 27    | 10    | 0     | 1        | 1     | 0     | 10    | 0     | 0     | 27    | 2        | .188  | .278     | .338     | .615  |
| 2000       | 近鉄       | 5     | 8     | 7     | 0     | 0     | 0        | 0        | 0        | 0     | 0     | 0     | 0        | 0     | 0     | 1     | 0     | 0     | 1     | 1        | .000  | .125     | .000     | .125  |
| 2001       | 近鉄       | 53    | 121   | 100   | 6     | 14    | 1        | 2        | 0        | 19    | 8     | 0     | 0        | 12    | 2     | 6     | 0     | 1     | 32    | 1        | .140  | .193     | .190     | .383  |
| 2002       | 近鉄       | 45    | 127   | 114   | 9     | 20    | 3        | 0        | 3        | 32    | 10    | 0     | 0        | 11    | 0     | 2     | 0     | 0     | 34    | 0        | .175  | .190     | .281     | .470  |
| 通算：18年 | 通算：18年 | 943   | 2108  | 1854  | 168   | 378   | 84       | 6        | 38       | 588   | 186   | 8     | 9        | 117   | 13    | 112   | 0     | 12    | 541   | 30       | .204  | .252     | .317     | .569  |

### 年度別守備成績
| 年 度 | 球 団 | 捕手  | 捕手     | 捕手     | 捕手     | 捕手     |
| 年 度 | 球 団 | 試 合 | 企 図 数 | 許 盗 塁 | 盗 塁 刺 | 阻 止 率 |
| ----- | ----- | ----- | -------- | -------- | -------- | -------- |
| 1985  | 近鉄  | 12    | 4        | 4        | 0        | .000     |
| 1986  | 近鉄  | 4     | 2        | 2        | 0        | .000     |
| 1987  | 近鉄  | 28    | 20       | 12       | 8        | .400     |
| 1988  | 近鉄  | 26    | 12       | 9        | 3        | .250     |
| 1989  | 近鉄  | 61    | 28       | 17       | 11       | .393     |
| 1990  | 近鉄  | 31    | 23       | 16       | 7        | .304     |
| 1991  | 近鉄  | 69    | 47       | 33       | 14       | .298     |
| 1992  | 近鉄  | 78    | 60       | 39       | 21       | .350     |
| 1993  | 近鉄  | 64    | 56       | 36       | 20       | .357     |
| 1994  | 近鉄  | 86    | 47       | 25       | 22       | .468     |
| 1995  | 近鉄  | 112   | 104      | 71       | 33       | .317     |
| 1996  | 近鉄  | 66    | 59       | 40       | 19       | .322     |
| 1997  | 近鉄  | 78    | 49       | 35       | 14       | .286     |
| 1998  | 近鉄  | 58    | 22       | 20       | 2        | .091     |
| 1999  | 近鉄  | 51    | 40       | 29       | 11       | .275     |
| 2000  | 近鉄  | 4     | 1        | 1        | 0        | .000     |
| 2001  | 近鉄  | 51    | 33       | 29       | 4        | .121     |
| 2002  | 近鉄  | 45    | 38       | 34       | 4        | .105     |
| 通算  | 通算  | 924   | 645      | 452      | 193      | .299     |

- 各年度の太字はリーグ最高

### 記録
初記録
- 初出場：1985年4月10日、対南海ホークス2回戦（大阪スタヂアム）、8回裏に梨田昌孝に代わり捕手として出場
- 初安打：1985年7月12日、対南海ホークス15回戦（藤井寺球場）、8回裏に加藤伸一から
- 初打点：1985年9月2日、対ロッテオリオンズ19回戦（川崎球場）、8回表に土屋正勝から適時二塁打
- 初先発出場：1987年6月6日、対南海ホークス6回戦（大阪スタヂアム）、9番・捕手として先発出場
- 初本塁打：1988年7月31日、対日本ハムファイターズ18回戦（札幌市円山球場）、8回表に西崎幸広からソロ

その他の記録
- オールスターゲーム出場：1回（1995年）

### 背番号
- 57（1983年 - 1993年）
- 27（1994年 - 2002年）
- 88（2003年 - 2004年）
- 86（2005年 - 2008年）
- 78（2009年 - 2012年）
- 81（2013年 - 2014年）
- 87（2015年、2019年 - ）
- 97（2016年 - 2018年）